# Bolsa de Metales de Londres

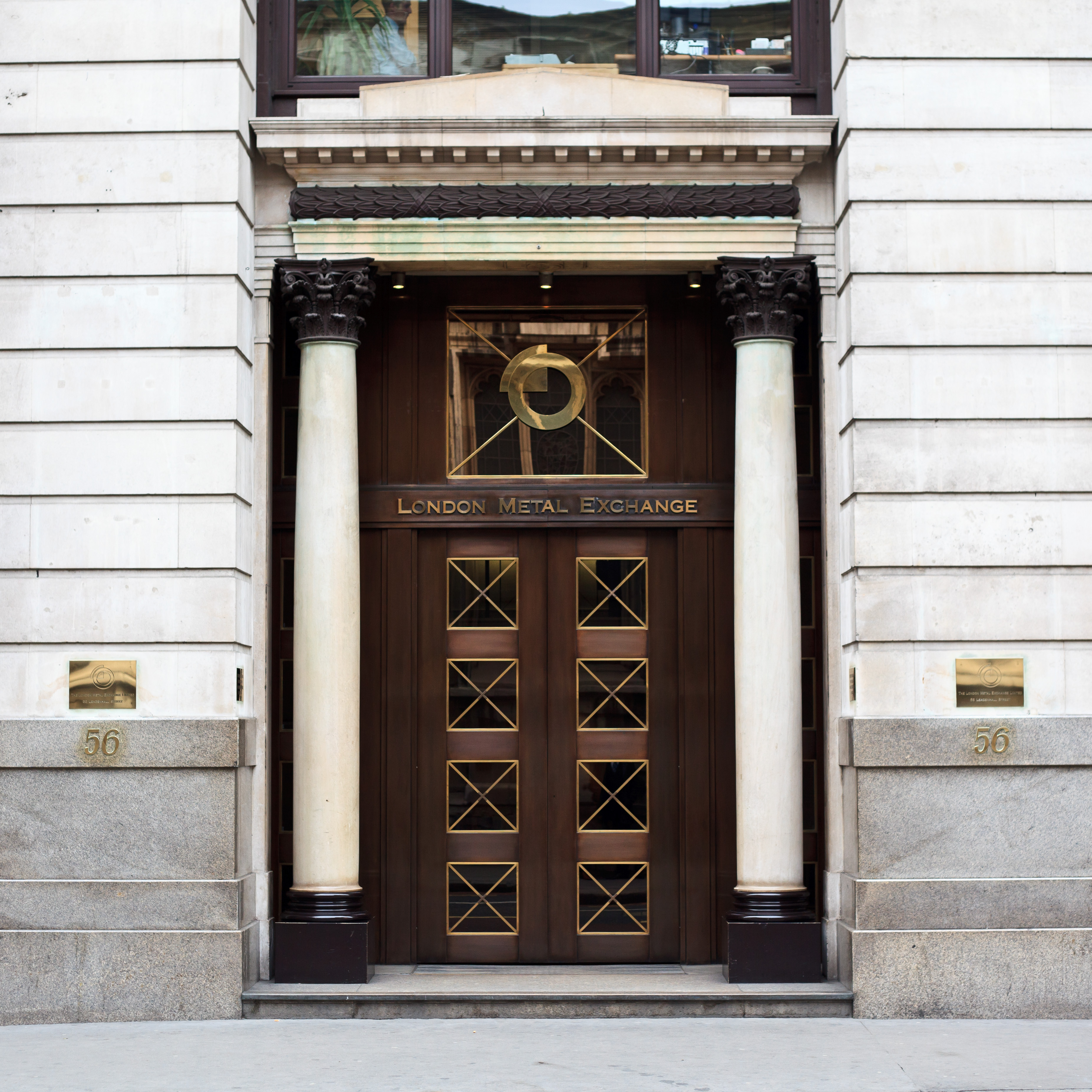
Entrada principal de la Bolsa de Metales de Londres.

La Bolsa de Metales de Londres (en inglés, London Metal Exchange; LME) es el mayor mercado del mundo en opciones y contratos a futuro de metales no ferrosos con contratos altamente líquidos. La LME tiene actualmente un volumen de ventas superiores a US$8,500 mil millones anuales. La LME está situada en Finsbury Square 10, Londres.

## Historia del LME
Los orígenes de la LME se remontan a 1571 cuando los comerciantes de metales comenzaron a realizar transacciones sobre bases regulares. Sin embargo, fue en 1877 cuando se formaron la Compañía del Mercado y del Intercambio de Metales de Londres como un resultado directo de la revolución industrial de Gran Bretaña del siglo XIX, esto condujo a un aumento masivo en el consumo de metales en el Reino Unido, que requirió la importación de enormes volúmenes de metales del extranjero.
Los comerciantes comenzaron a satisfacer la demanda de metales en el mercado de metales donde se negociaba a futuro para protegerse contra el riesgo de la volatilidad de los precios, vendiendo metales como contratos a plazo. La LME fue formada para traer orden a esta actividad con el establecimiento de un solo mercado, reconociendo las épocas de negociación y especificación estandarizado para los contratos.

## Contratos de LME
Los contratos a plazo del LME permiten que productores, fabricantes, comerciantes y consumidores se aseguren contra los riesgos de variación de precios. La LME negocia actualmente ocho metales no ferrosos, dos polímeros y un índice que abarca los seis metales primarios. Los ocho contratos de los metales de la LME son: cobre grado A, aluminio primario, plomo estándar, níquel primario, estaño, zinc especial del alto grado, aleación de aluminio y aleación de aluminio especial estadounidense (NASAAC). Los contratos de polímeros de la LME son el polipropileno (PP) y el polietileno lineal de baja densidad (LDPE).

## Funciones de la Bolsa de Metales de Londres
La Bolsa de Metales de Londres proporciona el foro global para todos los que deseen manejar el riesgo de los movimientos futuros del precio en metales no ferrosos y polímeros. El material negociado en la LME, que cumple rigurosos estándares de calidad, es depositado en almacenes aprobados alrededor del mundo de modo que el material pueda ser entregado. En realidad la mayoría de los contratos se efectúan sin que eso ocurra. Los precios publicados en la LME son considerados como una representación verdadera de la oferta y demanda por los sectores comercial e industrial en todo el mundo.